# Hunter King
Hunter Haley King (Condado de Ventura, 19 de outubro de 1993) é uma atriz estadunidense. Ela é conhecida por interpretar Adriana Masters em Hollywood Heights, Summer Newman em The Young and the Restless e Clementine Hughes em Life in Pieces.  

## Prêmios e indicações
| Ano  | Prêmio              | Categoria                                | Título                     | Resultado | Ref.  |
| ---- | ------------------- | ---------------------------------------- | -------------------------- | --------- | ----- |
| 2013 | Daytime Emmy Award  | Melhor Jovem Atriz em Série Dramática    | The Young and the Restless | Indicado  |       |
| 2013 | Young Artist Awards | Melhor Performance em Série de TV Diurna | The Young and the Restless | Indicado  |       |
| 2014 | Daytime Emmy Award  | Melhor Jovem Atriz em Série Dramática    | The Young and the Restless | Venceu    | [ 1 ] |
| 2015 | Daytime Emmy Award  | Melhor Jovem Atriz em Série Dramática    | The Young and the Restless | Venceu    | [ 2 ] |
| 2016 | Daytime Emmy Award  | Melhor Jovem Atriz em Série Dramática    | The Young and the Restless | Indicado  | [ 3 ] |
| 2017 | Daytime Emmy Award  | Melhor Jovem Atriz em Série Dramática    | The Young and the Restless | Indicado  | [ 4 ] |
| 2021 | Soap Awards France  | Melhor Atriz Internacional               | The Young and the Restless | Indicado  | [ 5 ] |